# يوهان ميخائيل هارتونغ
يوهان ميخائيل هارتونغ (بالألمانية: Johann Michael Hartung)‏ هو صانع آلات أرغن ألماني، ولد في 3 فبراير 1708 في باد دوركهايم في ألمانيا، وتوفي بنفس المكان في 13 يناير 1763.